# Anji

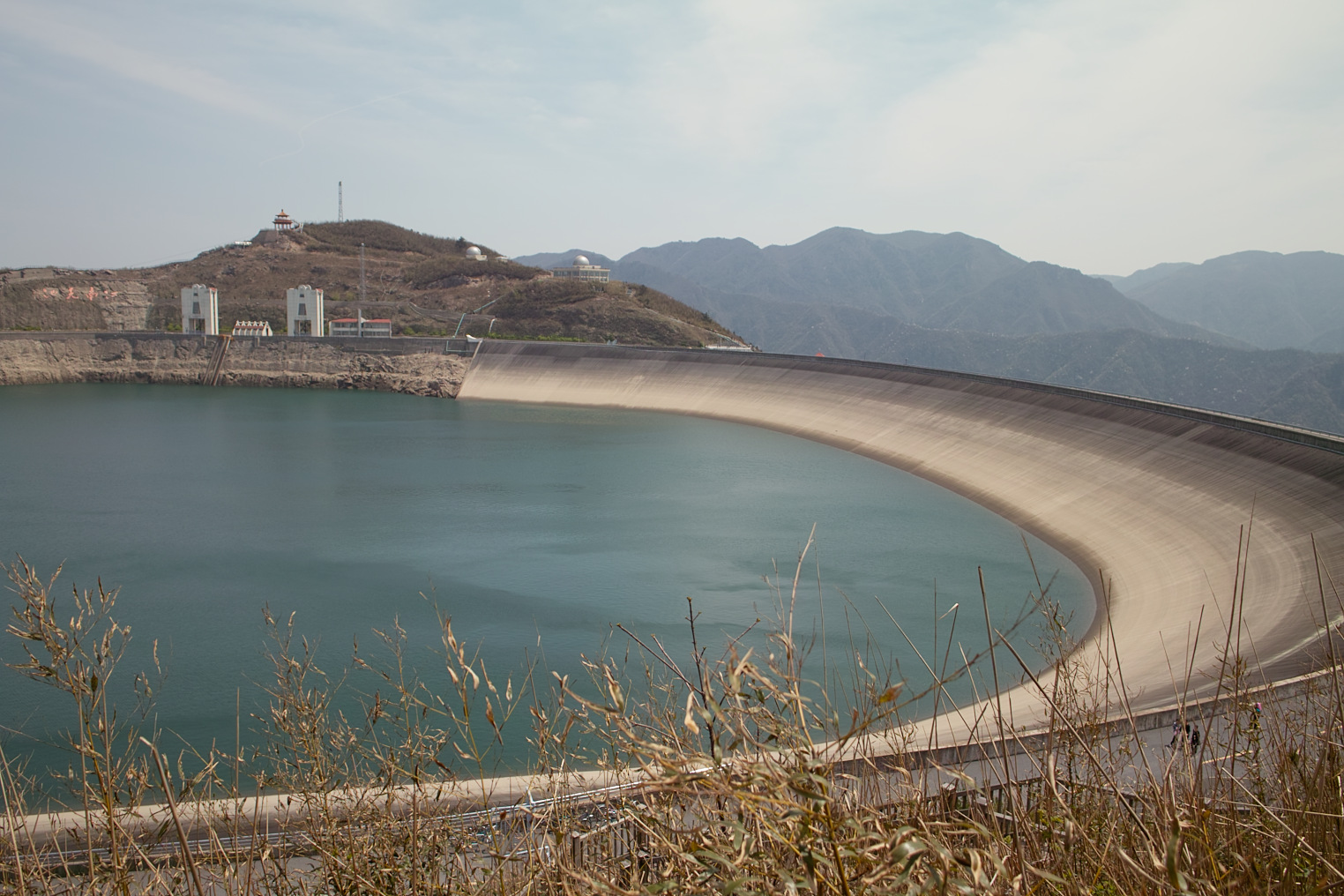
Stausee in Anji

Anji (chinesisch 安吉县, Pinyin Ānjí Xiàn) ist ein Kreis der bezirksfreien Stadt Huzhou in der chinesischen Provinz Zhejiang. Die Fläche beträgt 1.889 Quadratkilometer und die Einwohnerzahl 586.409 (Stand: Zensus 2020).
Die Stätte der Stadt Dipu (Dipu chengzhi 递铺城址), der Dusong-Pass und alte Postweg (Dusongguan he gu yidao 独松关和古驿道) und die alte Stadtmauer von Ancheng (Ancheng chengqiang 安城城墙) stehen auf der Liste der Denkmäler der Volksrepublik China.